# جعفر أباد (دودانغة)
جعفر أباد (بالفارسية: جعفرآباد) هي منطقة سكنية تقع في إيران في قسم دودانغة الریفي. يقدر عدد سكانها بـ 59 نسمة بحسب إحصاء 2016.